# カリ・ファハルド＝アンスタイン
カリ・ファハルド＝アンスタイン（Kali Fajardo-Anstine 1986年11月9日 - ）は、アメリカ合衆国の作家。 

## 経歴
(https://www.shinchosha.co.jp/writer/6701/)
コロラド州デンバー生まれ。デンバー・メトロポリタン州立大学卒業後、ワイオミング大学で芸術学修士号を取得。
各地で創作を教えながら「The American Scholar」「Boston Review」などの雑誌に短篇小説を寄稿。
2019年に刊行されたデビュー短篇集である『サブリナとコリーナ』はたちまち注目を集め、リーディング・ザ・ウエスト・ブックアワード、デンバー市長芸術文化賞を受賞。ストーリー賞、PEN/ビンガム賞、全米図書賞の最終候補作にもなった。

## 受賞歴
- 2019, National Book Award Finalist for Sabrina & Corina: Stories[1]
- 2020, American Book Award Winner for Sabrina & Corina: Stories[2]

## 邦訳作品
- 『サブリナとコリーナ』小竹由美子 訳、新潮社、新潮クレスト・ブックス、2020年8月

## 作品
長編
- Woman of Light: A Novel (June 2022) 

短編
- Sabrina & Corina: Stories (October 2019) ISBN 978-0525511298